# Rouven Kerstan
Rouven Jadore Kerstan (* 14. September 2004) ist ein deutscher Basketballspieler.

## Werdegang
Kerstan spielte in der Jugendabteilung des DBV Charlottenburg sowie in der Saison 2018/19 der Berlin Tiger.
Er wechselte zu den Crailsheim Merlins, wurde bei den Hohenlohern Spieler in der Nachwuchs-Basketball-Bundesliga, in der zweiten Herrenmannschaft (Regionalliga Baden-Württemberg) sowie in der Profimannschaft. Seinen ersten Einsatz in der Basketball-Bundesliga erhielt Kerstan Ende März 2022 im Spiel gegen den FC Bayern München.